# Hormigón permeable

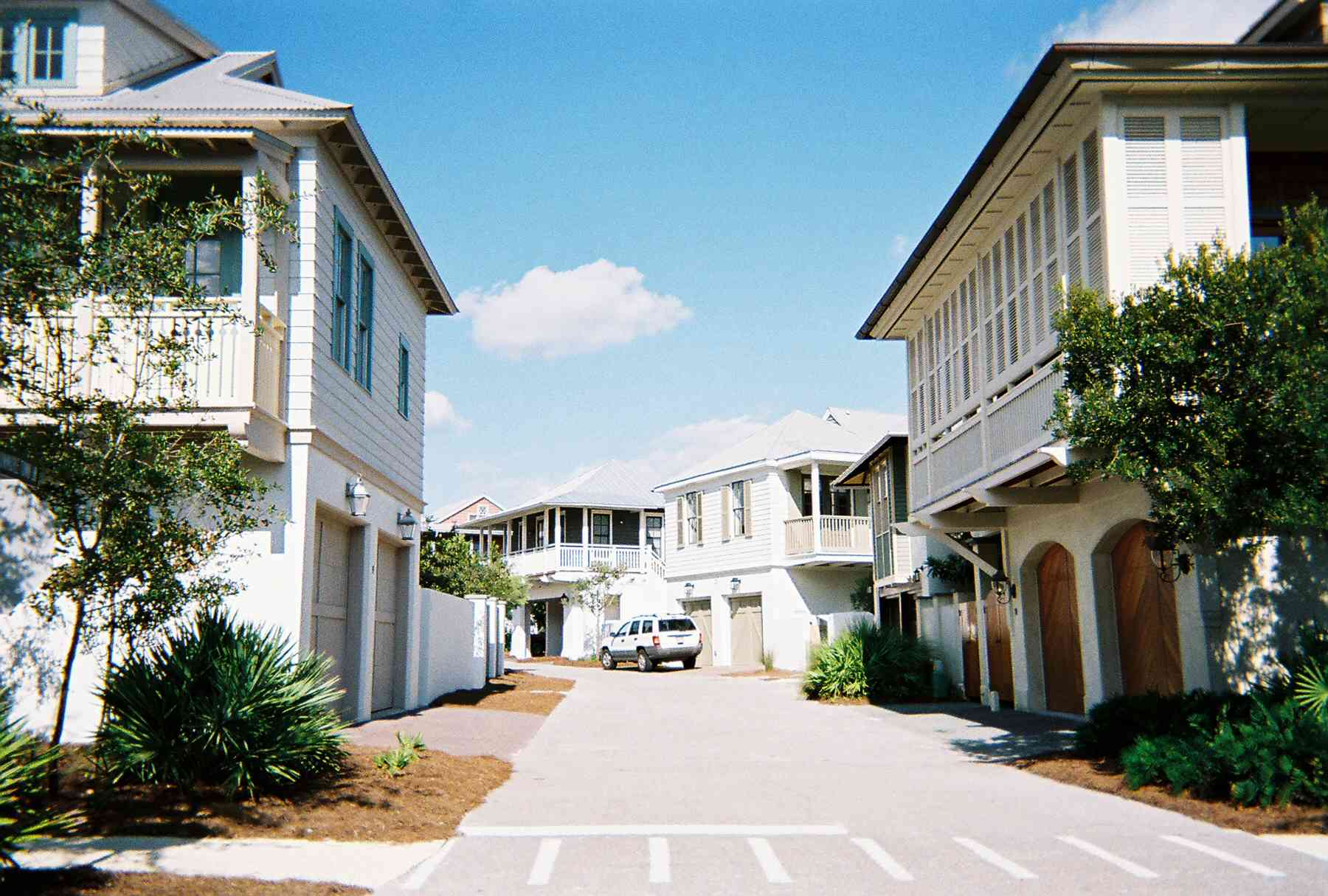
Una calle de hormigón permeable en 2005

El hormigón permeable (también llamado hormigón poroso, concreto permeable, hormigón sin finos o pavimento poroso) es un tipo especial de hormigón con una alta porosidad utilizado para superficies horizontales exteriores que permite que el agua de las precipitaciones y otras fuentes pase directamente a través de él, reduciendo así la escorrentía en la zona y facilitando la recarga de agua subterránea.
El hormigón permeable se fabrica utilizando agregados grandes (piedras) con poco o ningún agregado fino (arena). Después la pasta de hormigón recubre los agregados y permite que el agua pase a través de la losa de hormigón. El hormigón permeable se utiliza tradicionalmente en zonas de aparcamiento, zonas con poco tráfico, calles residenciales, aceras e invernaderos. Es una herramienta importante para una construcción sostenible y una de las muchas técnicas para urbanizar con bajo impacto utilizadas por los constructores para proteger la calidad del agua.

## Historia
El hormigón permeable se utilizó por primera vez en el siglo XIX en Europa para pavimentos y muros de carga. El principal motivo para emplearlo fue su menor coste, debido a que lleva menos cemento. Volvió a ser habitual en la década de 1920 para casas de dos pisos en Escocia e Inglaterra. Tras la Segunda Guerra Mundial, por la escasez de cemento en Europa, se utilizó cada vez más allí. No se volvió tan popular en los EE. UU. hasta la década de 1970. En la India se hizo popular en 2000.[cita requerida]

## Gestión de aguas pluviales
La utilización adecuada de hormigón permeable es una práctica recomendada por la Agencia de Protección Ambiental de Estados Unidos (EPA por sus siglas en inglés) para el control de la contaminación de primera descarga (la que se produce cuando cae una lluvia fuerte tras un período sin precipitaciones) y la gestión de aguas pluviales. A medida que la normativa limita la escorrentía de las aguas pluviales]], resulta cada vez más costoso para los propietarios urbanizar terrenos cumpliéndola, debido al tamaño y precio de los sistemas de drenaje a los que obliga. 
El hormigón permeable reduce el número de curva de escorrentía del NRCS o CN al retener el agua de lluvia en el lugar donde se instala. Esto permite al planificador/diseñador alcanzar los objetivos de aguas pluviales previos a la urbanización del terreno para proyectos con uso intensivo de pavimento. 
El hormigón permeable disminuye la escorrentía de las áreas pavimentadas, lo que minora la necesidad de estanques separados de retención de aguas pluviales y permite el uso de alcantarillas pluviales de menor capacidad. Esto permite a los propietarios urbanizar un área más grande a un coste menor. El hormigón permeable también filtra de manera natural el agua de lluvia y puede reducir las cargas contaminantes que llegan a arroyos, estanques y ríos.
El hormigón permeable funciona como un estanque de infiltración de aguas pluviales (pero sin ocupar superficie, y posibilitando que sobre él circulen o aparquen vehículos) y permite que estas se filtren en el suelo sobre una gran superficie (mucho mayor que la de un estanque de infiltración de capacidad equivalente), facilitando así la recarga de la preciada agua subterránea a escala local. Todos estos beneficios conducen a un uso más eficaz del suelo. El hormigón permeable también puede reducir el impacto de la urbanización sobre los árboles, porque permite la transferencia de agua y aire a los sistemas de raíces, de modo que los árboles pueden continuar con su metabolismo incluso en áreas altamente urbanizadas.

## Propiedades
El hormigón permeable se compone de cemento, agregado grueso (el tamaño debe ser de 9,5 mm a 12,5 mm) y agua, con poco o ningún agregado fino. La adición de una pequeña cantidad de arena aumentará la resistencia. La mezcla tiene una relación agua-cemento de 0,28 a 0,40 con un contenido de huecos del 15 al 25 por ciento.
La cantidad correcta de agua al mezclar el hormigón permeable es fundamental. Una baja proporción de agua y cemento aumentará la resistencia del hormigón, pero muy poca agua puede provocar que la superficie se agriete. Un contenido adecuado de agua le da a la mezcla un aspecto metálico húmedo. Como este hormigón es sensible al contenido de agua, la mezcla debe comprobarse sobre el terreno. El aire atrapado se puede medir mediante un sistema Rapid Air, donde el hormigón se tiñe de negro y las secciones se analizan bajo un microscopio.
Un encofrado común para partes planas de una obra tiene tiras de contrahuella en la parte superior, de modo que la regla esté de 3/8 a 1/2 pulgadas (9 a 12 milímetros) por encima de la elevación final del pavimento. Los enrasadores (varas metálicas con las que se alisa la superficie del hormigón recién vertido) mecánicos son preferibles a los manuales. Se quitan las tiras elevadoras para guiar la compactación. Inmediatamente después del enrasado, se compacta el hormigón para mejorar la adherencia y alisar la superficie. La compactación excesiva del hormigón permeable resulta en una mayor resistencia a la compresión, pero también en una menor porosidad (y, por lo tanto, una menor permeabilidad).
Las uniones son parecidas a las utilizadas para losas de otros tipos de hormigón. Se preparan con una herramienta de unión rodante antes del curado del hormigón o se cortan con sierra después del curado. El curado consiste en cubrir el hormigón con una lámina de plástico de 6 milésimas de pulgada dentro de los 20 minutos posteriores al vertido del hormigón. Sin embargo, esto contribuye a que una cantidad sustancial de residuos (esta lámina de plástico) acabe en los vertederos. Como alternativa, se han utilizado agregados ligeros absorbentes preacondicionados, así como aditivos de curado interno (ICA por sus siglas en inglés), para curar eficazmente el hormigón permeable sin generar desechos.

## Pruebas e inspección
El hormigón permeable tiene una resistencia común de 600-1500 libras por pulgada cuadrada (4,1-10,3 MPa) —megapascales— aunque se pueden alcanzar resistencias de hasta 4000 libras por pulgada cuadrada (27,6 MPa). No existe una prueba estandarizada de la resistencia a la compresión de este tipo de hormigón. La aceptación se basa en el peso específico (densidad), según la norma ASTM n.º C1688, de una muestra de hormigón vertido. 
Una tolerancia aceptable para la densidad es de más o menos 5 libras (2,3 kg) de la densidad de diseño. La densidad del hormigón normal (hay muchos tipos) está entre los 2 000 y 4 000 kilogramos por metro cúbico (m3). El hormigón permeable es un tipo de hormigón ligero, cuya densidad es inferior a 2 000 kg/m3. Si, por ejemplo, la densidad para un diseño es de 1 750 kg/m3, y al medir sobre el terreno la densidad del hormigón permeable colocado sale 1 752 kg/m3, entonces es aceptable. 
Las pruebas de asentamiento y contenido de aire no son aplicables al hormigón permeable debido a su composición específica. El diseñador de un plan de gestión de aguas pluviales debe asegurarse de que el hormigón permeable funcione correctamente mediante la observación visual de sus características de drenaje antes de abrir la instalación.[cita requerida]

## Climas fríos
Las preocupaciones sobre la resistencia al ciclo de congelación y descongelación (ver gelifracción) han limitado el uso de hormigón permeable en climas fríos. El hormigón permeable absorbe mucha agua, por lo que es vulnerable si esa agua se congela en su interior y ejerce presión. La velocidad de congelación en la mayoría de las aplicaciones está determinada por el clima local. El aire atrapado puede ayudar a proteger la pasta, como lo hace en el hormigón normal. La adición de una pequeña cantidad de agregado fino a la mezcla aumenta la durabilidad del hormigón permeable en climas fríos.
Evitar la saturación con agua durante el ciclo de congelación es clave para que el hormigón permeable dure. En relación con esto, tener una subbase bien preparada de 8 a 24 pulgadas (200 a 600 milímetros) y un buen drenaje que evite el estancamiento del agua reducirán la probabilidad de daños por congelación y descongelación.
Usar hormigón permeable para pavimentos puede hacerlos más seguros para los peatones en invierno, porque el agua no forma resbaladizas placas de hielo en su superficie. Las carreteras también pueden hacerse más seguras para los automóviles mediante el uso de hormigón permeable, ya que la reducción en la formación de charcos reducirá la posibilidad de aquaplaning. Las carreteras porosas también disminuirán el ruido de los neumáticos.

## Mantenimiento
Para evitar que se reduzca su permeabilidad, el hormigón permeable debe limpiarse periódicamente (la suciedad obstruye sus poros). La limpieza se puede realizar humedeciéndolo y, acto seguido, pasando un aspirador diseñado específicamente (los aspiradores normales no están diseñados para absorber material húmedo).